# زاحف ما قبل التاريخ
يُغطي مصطلح زاحف ما قبل التاريخ (بالإنجليزية: Prehistoric reptile)‏ تصنيفاً عريضاً يُقصد به أن يُفرق الديناصورات عن زواحف ما قبل التاريخ الأخرى، ومثل الديناصورات، تحظى زواحف ما قبل التاريخ بتصنيفها الخاص الذي يتم التعامل معها من خلاله نتيجة لسيطرتها الطويلة على النظام الأرضي في حياة ما قبل التاريخ.
يضم التصنيف كل الزواحف غير الديناصورية التي توصف خطأ على أنها ديناصورات في أغلب الأحيان، كأنواع البيليسيوصور البحري العديدة، والبتروصور، كذلك يدخل ضمن هذا التصنيف التماسيح القديمة مثل الدينوسوكس.